# Bright (canção)
"Bright" é uma canção do grupo da banda de indie pop estadunidense Echosmith. Foi lançada em 2 de fevereiro de 2015 para Download digital pela Warner Bros. Records como terceiro single do álbum de estréia do grupo Talking Dreams.

## Música e vídeo
O videoclipe foi lançado no YouTube em 12 de fevereiro de 2015, com três minutos e trinta e oito segundos de duração.

## Faixas e formatos
| Digital download |          |         |  |
| N.º              | Título   | Duração |  |
| 1.               | "Bright" | 3:42    |  |

## Desempenho nas paradas

### Gráficos semanais
| Paradas (2015)                               | Melhor posição |
| -------------------------------------------- | -------------- |
| Estados Unidos (Billboard Hot 100)           | 40             |
| Estados Unidos (Billboard Adult Top 40)      | 17             |
| Estados Unidos (Billboard Mainstream Top 40) | 20             |

## Historico de lançamento
| País           | Data                   | Formato          | Gravadora            |
| -------------- | ---------------------- | ---------------- | -------------------- |
| Estados Unidos | 2 de fevereiro de 2015 | Download digital | Warner Bros. Records |